# Campylopus argyrocaulon
Campylopus argyrocaulon là một loài Rêu trong họ Dicranaceae. Loài này được (Müll. Hal.) Broth. mô tả khoa học đầu tiên năm 1901.